# PX (indice)
Le PX est un indice boursier de la bourse de Prague, composé des 15 principales capitalisations boursières de la République tchèque.

## Composition
| Société                                   | Symbole    | Poids indiciel | Secteur                      |
| ----------------------------------------- | ---------- | -------------- | ---------------------------- |
| AAA Auto Group                            | AAA CP     | 0.22 %         | Consommation cyclique        |
| Central European Media Enterprises        | CETV CP    | 2.54 %         | Consommation cyclique        |
| ČEZ                                       | CEZ CP     | 19.46 %        | Services aux collectivités   |
| Erste Bank                                | RBAG CP    | 20.03 %        | Finance                      |
| Fortuna Entertainment Group               | FORTUNA CP | 0.81 %         | Consommation cyclique        |
| KIT Digital                               | KITD CP    | 0.07 %         | Technologie de l'information |
| Komerční banka                            | KOMB CP    | 20.52 %        | Finance                      |
| New World Resources                       | NWR CP     | 8.38 %         | Matériaux                    |
| Orco Property Group                       | ORCO CP    | 0.38 %         | Finance                      |
| Pegas Nonwovens                           | PEGAS CP   | 0.56 %         | Consommation cyclique        |
| Philip Morris CR                          | TABAK CP   | 2.39 %         | Consommation non cyclique    |
| Telefónica O2 Czech Republic              | SPTT CP    | 18.01 %        | Télécommunications           |
| Unipetrol                                 | UNIP CP    | 4.09 %         | Matériaux                    |
| Wiener Städtische Allgemeine Versicherung | VIG CP     | 2.54 %         | Finance                      |